# Albrecht Graf von Bernstorff
Albrecht Theodor Andreas Graf von Bernstorff (n. 6 martie 1890, Berlin – d. 23. sau 24. aprilie 1945, Berlin) a fost un diplomat german, care a făcut parte care au opus rezistență regimului nazist german. Bernstorff s-a numărat între principalele personalități care au făcut parte din rezistența germană. Între anii 1923-1933 a fost consul german la Londra. Mulțumită activității sale au exista relații diplomatice destinse între Germania și Marea Britanie. Deoarece nu a fost un adept al regimului nazist, a fost trimis în pensie în anul 1933. În anul 1940 Bernstorff a fost arestat și internat în Lagărul de concentrare Dachau, la câteva luni va fi lăsat liber. Până în anul 1943, an în care va fi din nou arestat, el a ajutat evreii prigoniți de fasciști, și a făcut parte din Cercul-Solf, o grupă de cetățeni germani cu vederi liberale care au făcut parte din rezistența germană. Prin relațiile sale în străinătate a reușit să contacteze alte grupări de rezistență în afara granițelor Germaniei, în vederea pregătirii atentatului din 20 iulie 1944 împotriva lui Hitler. După arestare Bernstorff, va fi interogat brutal de Gestapo, fiind apoi internat în lagărul de concentrare de la Ravensbrück (la Fürstenberg/Havel). În decembrie 1944 va fi adus la Berlin-Moabit unde va fi în timpul interogatoiului aproape zilnc torturat, fiind omorât de SS la sfârșitul lunii aprilie 1945.

## Literatură
- Werner Graf von Bernstorff: Die Herren und Grafen v[on] Bernstorff. Eine Familiengeschichte. Eigenverlag, Celle 1982, S. 339–351.
- Rainer Brunst: Drei Leuchtspuren in der Geschichte Deutschlands. Rhombos-Verlag, Berlin 2004, ISBN 3-937231-32-3. Enthält biographische Porträts zu Albrecht von Bernstorff, Otto von Bismarck und Gustav Stresemann.
- Knut Hansen: Albrecht Graf von Bernstorff. Diplomat und Bankier zwischen Kaiserreich und Nationalsozialismus. Lang, Frankfurt am Main u.a. 1996, ISBN 3-631-49148-4.
- Eckardt Opitz: Albrecht Graf von Bernstorff. Fundamentalopposition gegen Hitler und den Nationalsozialismus. In: Ernst Willi Hansen u.a. (Hrsg.): Politischer Wandel, organisierte Gewalt und nationale Sicherheit. Beiträge zur neueren Geschichte Deutschlands und Frankreichs. Festschrift für Klaus-Jürgen Müller. Oldenbourg, München 1995, ISBN 3-486-56063-8 (=Beiträge zur Militärgeschichte. Bd. 40), S. 385–401.